# Lepidametria brunnea
Lepidametria brunnea är en ringmaskart som beskrevs av Knox 1960. Lepidametria brunnea ingår i släktet Lepidametria och familjen Polynoidae.
Artens utbredningsområde är havet kring Nya Zeeland. Inga underarter finns listade i Catalogue of Life.